# Hr.Ms. Andijk (1939)
De Hr.Ms. Andijk (FY 1921) was een Nederlandse hulpmijnenveger. Het schip was de op 30 augustus 1939 gevorderde trawler IJM 58 Amsterdam die door de Britse scheepswerf Cochrane & Sons in Selby was gebouwd. Na de vordering werd het schip door de Nederlandse marine in dienst genomen als boeienschip onder de naam Hr.Ms. Boeienschip 4.
De Andijk was een van in totaal tien trawlers die door de Nederlandse marine in augustus 1939 waren gevorderd. De andere negen trawlers waren: Alkmaar, Aneta, Azimuth, Bloemendaal, Ewald, Hollandia, Maria R. Ommering, Walrus en de Witte Zee.
Nadat het schip, na de val van Nederland in 1940, naar het Verenigd Koninkrijk was uitgeweken werd het in Falmouth omgebouwd tot hulpmijnenveger en kreeg het in juni de naam Andijk onder commando van commandant LTZ 2 L. Henneveld. De Andijk was gedurende de Tweede Wereldoorlog verbonden aan de 64ste mijnenvegergroep te Holyhead in Wales, andere schepen die onderdeel waren van deze groep waren: Bloemendaal, Maria R. Ommering en Rotterdam. Na de uit dienst name in 1943 werd het schip overgedragen aan de Britse marine.
De Andijk werd in 1946 door de Britse marine teruggeven aan de eigenaar.